# بال‌کایناک (بایبورد)
بال‌کایناک {{ترکی|Balkaynak) (به کردی: Xedrek) یک منطقهٔ مسکونی در ترکیه است که در بایبورد واقع شده‌است. بال‌کایناک ۷۶ نفر جمعیت دارد.